# Szabó Erika (színművész)
Szabó Erika (Dabas, 1984. november 24. –) magyar színésznő, koreográfus-asszisztens.

## Pályája
Ismertségét a Barátok közt című sorozatnak köszönheti, melyben Mátyás Tildát alakította 2003 és 2009 között. 2015-ben végzett a Színház- és Filmművészeti Egyetemen, eredeti végzettsége szerint közgazdász. 2014-ben az év legígéretesebb fiatal tehetségének járó Arany Medál díjat kapta meg. Rendszeresen játszik a Vígszínházban (pl.: Michel Tremblay: Sógornők - Pierette Guérin).
2016-tól a Thália Színház tagja.
Műsorvezetőként dolgozott a Dabas Televíziónál és a helyi rádiónál is.

### Magánélete
A hírességek közül fiatalabb korábban volt egy rövid kapcsolata Hajdú Péterrel. Egy időben párja volt még Babicsek Bernát , majd 2006 és 2010 kötött Salinger Richárd íróval alkotott egy párt. Édesapját 2018-ban autóbalesetben veszítette el.
2020-ban kötött házasságot orvos párjával. 2023. október 17-én megszületett első gyermekük, Nolen.

## Filmjei
- Barátok közt /TV Sorozat/ 2899 epizód (2003–2009)…Mátyás Tilda
- Üvegtigris 3. (2010)…Niki
- Nagyárpi (2013)…Ági
- Maflicsek (2014)...Secretary
- Évforduló (2015)…Kitty
- Holnap Tali! (2017–2018)…Dalma, a pszichológus
- Holnap tali – A premier (2018)…Dalma
- Csak színház és más semmi /TV Sorozat/ 6 epizód (2018)…Szírmai Zsófia
- 1 hexameter (2018)...Sarah Grünberg
- Parázs a szívnek (2018)…Viki
- Nyitva (2018)...Menyasszony I.
- Patthelyzet (2020)
- Ecc-Pecc (2021)
- Doktor Balaton (2022)...Lili, asszisztens

## Színházi szerepei
- Szarka – Apám beájulna
- Antonius és Kleopátra-Kleopátra
- Lenke –  A doktor úr

bemutató: 2005. december 25. Körúti Színház
- Vera – Fiú, leány

bemutató: Kamara Savaria
- Salemi nép – Istenítélet

bemutató: 2008. október 10. Pécsi Nemzeti Színház
- Egri Barbara, táncosnő – Kell egy színház

bemutató: Körúti Színház
- Egri Barbara, táncosnő – Második szereposztás

bemutató: Körúti Színház
- Lótuszvirág – Teaház az augusztusi holdhoz

bemutató: 2005. április 8. Körúti Színház
- Beatrice Rasponi – A főnök meg én meg a főnök

bemutató: 2017. április 29. Thália Színház
• Luclenne - Bolha a fülbe
bemutató: 2018. december 18. Thália színház

## Koreográfus-asszisztensként
- Mágnás Miska (2002)
- Mária főhadnagy (2004)
- A Szépség és a Szörnyeteg (2005)
- Rudolf (2006)
- Párizsi élet (2007)
- A doktor úr (2010)
- Veled, uram! (2012)
- Ghost (2013)
- Sybill (2015)
- A chicagói hercegnő (2016)
- A víg özvegy (2017)

## Műsorok
Rádió
- Szerkesztő, műsorvezető a Dabas rádiónál (2008)

TV műsorok
- Műsorvezető, Balatoni nyár reggeli magazinműsor (2018-2019)

## Hangjáték
- Kosztolányi Dezső: Városi történetek az 1900-as évekből (2018)
- Kosztolányi Dezső: Városi történetek az 1910-es évekből (2018)
- Piszkos Fred közbelép (Fülig Jimmy őszinte sajnálatára) (2018)…Narrátor és Lilian
- Móricz Zsigmond: A nap árnyéka (2019)
- Kaffka Margit: Színek és évek (2021)

## Díjai, elismerései
- Arany Medál díj (2014)